# Safety car

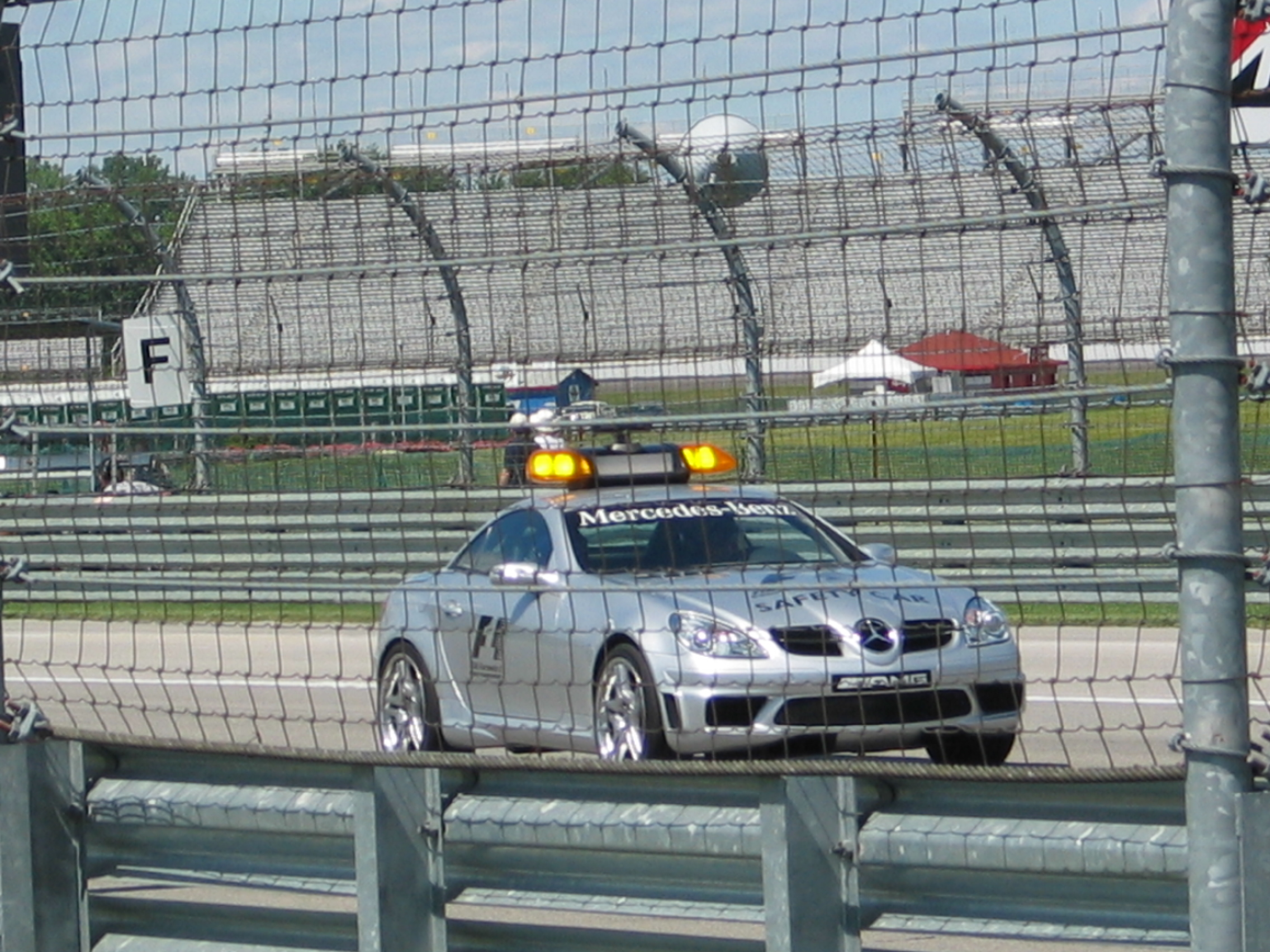

Safety car (v USA pace car, v české terminologii zpomalovací vůz, zkratka SC) je vozidlo, které je využíváno při automobilových závodech. Jeho účelem je omezit rychlost za ním jedoucích závodních vozů ve chvíli, kdy je to nutné například z důvodů nehody či nečistot na trati, které by ohrozily bezpečnost závodníků, technického personálu či diváků.

## Formule 1

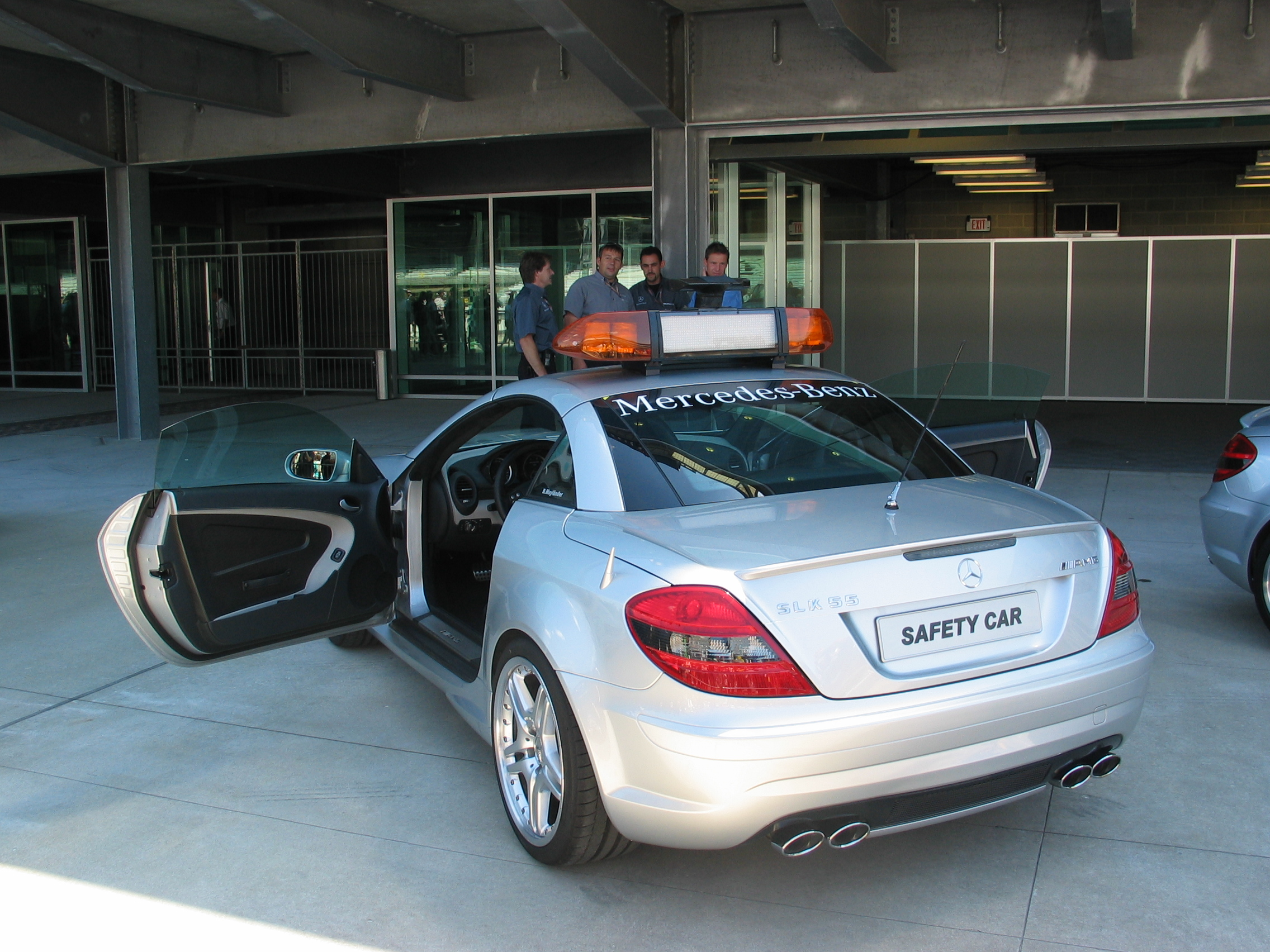
Safety car značky Mercedes-Benz v sérii závodů Formule 1

V seriálu závodů formule 1, ale např. i v MotoGP, dochází k událostem a incidentům, kdy je část trati zablokovaná nebo vznikly nepříznivé klimatické podmínky. V takové chvíli, kdy závod nemůže probíhat normálně, aniž by byla splněna podmínka bezpečnosti, vyvěsí traťoví komisaři žluté vlajky a na trať vyjede safety car. Vůz je označen žlutými a zelenými světly.
Zhasnutí jeho světel indikuje, že v následujícím kole zajede do boxů a závod bude znovu odstartován letmým startem.
Poprvé byl safety car ve formuli 1 nasazen v roce 1973 během Velké ceny Kanady, ale pak nebyl užíván až do Velké ceny Brazílie 1993. Od roku 1996 dodává safety car do Formule 1 společnost Mercedez-Benz, šlo o typy: C 36 AMG (1996), CLK 55 AMG (1997–1999), CL 55 AMG (2000), SL 55 AMG (2001–2002), novou verzi CLK 55 AMG (2003). Od sezóny 2004 slouží jako safety car (upravené) vozidlo značky Mercedes-Benz SLK55 AMG, od sezóny 2006 pak verze CLK 63 AMG. Od sezóny 2008 do sezóny 2009 Mercedes-Benz SL 63 AMG. Od sezóny 2010 do sezóny 2014 Mercedes-Benz SLS AMG. V současnosti je SC Mercedes-Benz AMG GT.